# Physical Review
Physical Review är en välrenommerad vetenskaplig tidskrift med inriktning mot fysik. Den ges sedan 1893 ut av American Physical Society (APS). Physical Review är numera uppdelad i fem olika delar, Physical Review A, B, C, D och E, som behandlar olika forskningsområden. Dessutom finns systertidskrifterna Physical Review Letters och Reviews of Modern Physics som publicerar "letters" (kortfattade viktiga artiklar) respektive översiktsartiklar inom alla områden av fysiken.
De fem delarna har följande innehåll:
- Physical Review A: Atom- och molekylfysik samt optik
- Physical Review B: Kondenserade materiens fysik och materialfysik
- Physical Review C: Kärnfysik
- Physical Review D: Partikelfysik, kvantfältteori, gravitation och kosmologi
- Physical Review E: Statistisk fysik, icke-linjära system och mjuk materia